# Henri Simon (dramaturge)
Pour les articles homonymes, voir Henri Simon et Simon.
Henri Simon Dautreville, dit Henri Simon, né en 1782 et mort dans l'ancien 11e arrondissement de Paris le 25 novembre 1857,, est un auteur dramatique et écrivain français du XIXe siècle.

## Biographie
Imprimeur à Paris, ses pièces ont été représentées sur les plus grandes scènes parisiennes du XIXe siècle : théâtre des Variétés, théâtre du Vaudeville, théâtre de la Porte-Saint-Martin, etc.

## Œuvres
- Les Quatre Henri ou le Jugement du meunier de Lieursaint, 1806
- Ode sur la mort du maréchal duc de Montebello, 1809
- L'Auberge dans les nues, ou le Chemin de la gloire, petite revue de quelques grandes pièces, en 1 acte et en vaudevilles, avec Michel Dieulafoy et Gersin, Paris, Vaudeville, 7 mai 1810
- La Famille des Cendrillons, ou Il y en aura pour tout le monde, folie-parodie en 1 acte, musique arrangée par Simonnet, Paris, Jeux forains, 4 décembre 1810
- Les Petits Caquets, 1811
- Les Sabines de Limoges, ou l'Enlèvement singulier, vaudeville héroïque en 1 acte, imitation burlesque de L'Enlèvement des sabines, avec Maurice Ourry, 1811
- La Comédie impromptu, comédie en 1 acte et en prose, avec Paris, Théâtre de S. M. l'Impératrice, 6 août 1811
- La Comète, folie-vaudeville en 1 acte, 1811
- Le Soirée anglaise ou le Mariage à la course, 1813
- Les Étrennes forcées, ou Ah ! mon habit, que je vous remercie !, vaudeville en un acte, avec Alexandre-Marie Maréchalle, Paris, Vaudeville, 30 décembre 1813
- Ninon, Molière et Tartuffe, comédie-vaudeville en 1 acte, Paris, Vaudeville, 26 avril 1815
- Cadet Roussel dans l'île des Amazones, 1816
- Le Bateau à vapeur, comédie en 1 acte, mêlée de couplets, Paris, Porte Saint-Martin, 8 mai 1816
- Le Faux Duel, ou le Mariage par sensibilité, comédie en 1 acte, mêlée de vaudevilles, avec Emmanuel Théaulon, Lyon, 22 mai 1812 et Paris, Gaîté, 14 novembre 1816
- Le Mari en bonnes fortunes, comédie en 1 acte, mêlée de vaudevilles, Paris, Porte Saint-Martin, 5 octobre 1816
- M. Descroquignoles, ou le Bal bourgeois, comédie-folie en 1 acte, mêlée de couplets, Paris, Gaîté, 21 mars 1816
- La Brouille et le Raccommodement, comédie en 1 acte, mêlé de vaudevilles, 1817
- Les Enseignes parlantes, revue critique de quelques tableaux, Paris, Salle Mont-Thabor, 10 février 1817
- Le Petit Monstre de la rue Plumet, ou Est-elle laide ? est-elle jolie ?, comédie en un acte
- L'Ingénue de Brive-la-Gaillarde, vaudeville en 1 acte, Paris, Variétés, 6 novembre 1817
- La Préface et le Commentaire, comédie en 1 acte, avec Théodore d'Hargeville, Paris, Gaîté, 16 mars 1818
- Une visite à Charenton, folie-vaudeville en 1 acte, avec Pierre Carmouche, Gersin et Eugène Durieu, Paris, Variétés, 24 juin 1818
- Le Drapeau français, ou les Soldats de Louis XIV, fait historique en 1 acte, mêlé de vaudevilles, avec Nicolas Gersin, Paris, Vaudeville, 24 août 1819
- Les Deux Forçats, ou le Dévouement fraternel, histoire de deux amis du Puy-de-Dôme, 1823
- Le Dévouement filial, ou Marseille en 1720, mimodrame en 1 acte, avec Ferdinand Laloue, musique de Sergent, Cirque olympique, 8 mars 1823
- Les Invalides, ou Cent ans de gloire, tableau militaire en 2 actes, mêlé de couplets, avec Jean-Toussaint Merle, Eugène Cantiran de Boirie et Ferdinand Laloue, Paris, Porte Saint-Martin, 16 décembre 1823
- La Saint-Louis au bivouac, scènes militaires, mêlées de couplets, avec Merle et Ferdinand Laloue, Paris, Porte Saint-Martin, 24 août 1823
- Vie politique et privée du souverain pontife Pie VII, rédigée sur des pièces authentiques, 1823
- Nicolas Flamel, nouvelle historique, 1846
- Un ouvrier millionnaire, 1853